# ماريان بروك روجرز
ماريان بروك روجرز (بالإنجليزية: Marian Brooke Rogers)‏ هي عالمة نفس بريطانية وأستاذة العلوم السلوكية والأمن في كينجز كوليدج لندن. هي أخصائية علم النفس الاجتماعي تدرس المخاطر والتهديدات. في عام 2014 طُلب منها رئاسة فريق خبراء العلوم السلوكية (BSEG) التابع لمجلس الوزراء. في 2019، تم تعيينها رئيسية مكتب المجلس العلمي الاستشاري (HOSAC).